# Sauromaces II
Sauromaces II (em latim: Sauromaces; em georgiano: საურმაგ; romaniz.: Saurmag) foi um príncipe da dinastia cosroida que tornar-se-ia rei (mefe) do Reino da Ibéria de 361 a 363 e novamente de 370 a 378, em oposição a seu primo Mitrídates III (r. 365–380). Era o filho de Reve II (r. 345–361) e Salomé.

## Nome
Sauromaces é a forma latina do georgiano Saurmague (საურმაგ, Saurmag), que por sua vez deriva do iraniano antigo Sauromata (Σαυρομάτης, Sauromátе̄s), "um sármata", e o sufixo diminutivo -aka.

## Vida
Sauromaces era filho de Reve II (r. 345–361) e Salomé e irmão de Tiridates. Sucedeu seu pai e avô Meribanes III (r. 284–361) no trono e seguiu uma política pró-romana. Em 363, no rescaldo da Paz de Nísibis assinada pelo Império Romano e o Império Sassânida, foi deposto pelo xainxá Sapor II (r. 309–379), que instalou seu tio Aspacures II (r. 363–365) em seu lugar. A intervenção sassânida no Cáucaso acabou atraindo uma resposta romana e, mais tarde, em 370, o imperador Valente (r. 364–378) enviou a décima segunda legião - cerca de 12 mil homens - sob o comando de Terêncio, que restaurou Sauromaces nas províncias ocidentais do Reino da Ibéria, adjacentes à Armênia e Lázica, enquanto o sucessor de Aspacures, Mitrídates III, foi autorizado a manter o controle da parte nordeste do reino. O acordo não foi reconhecido por Sapor, que o considerou motivo para guerra, e retomou as hostilidades contra o Império Romano no início de 371. Em 378, em decorrência da Batalha de Adrianópolis que vitimou Valente, os romanos abandonaram Sauromaces e a Ibéria submeteu-se, inteira ou quase, à suserania sassânida. O filho de Sauromaces, Perânio, foi levado como refém pelos iranianos.